# Commission des Trente

La commission des Trente présidée par Batbie, en mars 1874, réunie dans une des salles du Musée de Versailles, vice-président De Talhouët, d'après un dessin de G. Janet et un croquis de Pelcoq gravure Amédée Daudenarde.

La commission des Trente est une commission de trente membres chargée par la loi du 20 novembre 1873 de rédiger une constitution pour la France après la chute du Second Empire, qui a finalement pris la forme des lois constitutionnelles de 1875. Elle est composée d'une majorité de députés monarchistes et son rapporteur est Louis de Ventavon.

## Contexte historique

### Un régime provisoire qui dure
En 1873, la France vit sous un régime politique provisoire depuis le 4 septembre 1870, date de la chute du Second Empire (guerre de 1870). À cette date en effet, la république a été proclamée à l'Hôtel de Ville de Paris, mais aucun texte n'a encore organisé l'État de manière définitive. Plusieurs lois ont été votées, qui ont créé des institutions provisoires pour gouverner le pays, mais une constitution fait encore défaut.
Le 24 mai 1873, à la suite d'une interpellation de la droite, Adolphe Thiers et Jules Dufaure sont renversés du pouvoir. 
L'article 2 de la loi du 20 novembre 1873 confère le pouvoir exécutif pour sept ans au maréchal de Mac-Mahon. Cette loi dispose qu'une commission de trente membres sera nommée pour l'examen des lois constitutionnelles. 
Cette première commission des lois constitutionnelles (dite 2e commission des Trente) est nommée du 26 novembre au 4 décembre 1873.

### Des monarchistes dans une république
Le parlement à ce moment-là s'appelle l'Assemblée nationale. Elle est à majorité monarchiste — comprenant à la fois des légitimistes et des orléanistes. Le chef de l'État a été remplacé en novembre 1873 par le maréchal de Mac-Mahon, lui-même monarchiste.

## Travaux de la Commission
La Commission se prononce notamment en faveur du bicaméralisme sous l'influence des orléanistes qui veulent ainsi contrebalancer la représentation des masses à l'Assemblée nationale. Elle va ainsi jusqu'à déclarer que « l’établissement de deux Chambres » est « un axiome de la science politique : il suffit de l’énoncer pour le faire reconnaître, sans qu’il y ait en quelque sorte besoin de le démontrer». 
L'un de ses membres, Antonin Lefèvre-Pontalis, présente ainsi les travaux de la Commission devant l'Assemblée nationale, citant mot pour mot, sans le dire, les Considérations sur le gouvernement représentatif de John Stuart Mill :
«  La pensée principale qui en ressort, c’est que, pour assurer à un pays les bienfaits de la liberté politique, il doit y avoir, dans toute constitution, un centre de résistance contre le pouvoir prédominant : dès lors, dans une société démocratique comme la nôtre, il importe de chercher et de trouver un contrepoids contre la démocratie elle-même. »

## Les membres de la commission
- Anselme Batbie, président de la commission
- Auguste de Talhouët-Roy
- Vincent Audren de Kerdrel
- Ernest Cézanne
- Eugène Tallon
- Ernest de Tarteron
- Jules Dufaure
- Édouard Lefebvre de Laboulaye
- William Waddington
- Charles de Lacombe
- Charles Lambert de Sainte-Croix
- Pierre Pradié
- le vicomte Camille de Meaux
- le comte Napoléon Daru
- Auguste Paris
- Pierre-Charles Chesnelong
- le comte Francisque-Joseph Ramey de Sugny
- le marquis d'Andelarre
- Antonin Lefèvre-Pontalis
- Émile Keller
- Léon Vingtain
- François-Charles Merveilleux du Vignaux
- de Larochefoucauld-Bisaccia
- Charles Combier
- Lucien Brun
- Jean Delsol
- Étienne Vacherot
- Albert de Rességuier
- Louis de Ventavon
- Émile de Marcère